# Нові Новаки
Но́ві Новаки́ — село в Україні, у Коростенському районі Житомирської області. Населення становить 112 осіб.

## Географія
На південній стороні від села пролягає автошлях М07.

## Історія
Відоме з 1941 року як центр Новоноваківської сільської управи.

## Населення

### Мова
Розподіл населення за рідною мовою за даними перепису 2001 року:
| Мова       | Кількість | Відсоток |
| ---------- | --------- | -------- |
| українська | 111       | 99.11%   |
| російська  | 1         | 0.89%    |
| Усього     | 112       | 100%     |